# Arthur Günther
Arthur Günther (* 1. Dezember 1885 in Schneeberg; † 8. März 1974 ebenda) war ein deutscher Heimatforscher, Schriftsteller und Kommunalpolitiker.

## Leben
Arthur Günther war der Sohn eines Tischlermeisters. Nach dem Besuch der Bürgerschule in der Bergstadt Schneeberg im sächsischen Erzgebirge, wo Bruno Dost sein Musiklehrer war, nahm er 1900 eine kaufmännische Lehre an der Handelsschule in Zwickau auf. Beim Besuch des dortigen Stadttheaters bekam er Anregungen für eigene Laienspiele, die er später schrieb.
1904 kehrte Günther nach Schneeberg zurück. Im folgenden Jahr leistete er seinen Militärdienst in der sächsischen Landeshauptstadt Dresden, von dem er 1907 entlassen wurde.
1913 übernahm er das bis dahin von seiner Mutter geleitete Kolonialwarengeschäft am Marktplatz in Schneeberg. Doch schon im folgenden Jahr wurde er nach Ausbruch des Ersten Weltkrieges zum Militärdienst eingezogen. In Serbien geriet er in Kriegsgefangenschaft, aus der er nach Kriegsende geschwächt zurückkehrte.
Aufgrund seiner großen Heimatliebe organisierte er in den 1920er Jahren sogenannte Glückauf-Abende in Schneeberg, schrieb unzählige heimatgeschichtliche Beiträge und Laienschauspiele, die in Schneeberg aufgeführt wurden. Auch als Moderator von Rundfunksendungen über Schneeberg wurde er bekannt. Er wirkte außerdem als evangelischer Kirchenvorsteher, Stadtverordneter, Gerichtsschöffe und Geschäftsführer des Ersten Städtischen Verkehrsamtes in Schneeberg. Als solcher wurde er 1938 Geschäftsführer der vom nationalsozialistischen Heimatwerk Sachsen organisierten „Schneeberger Weihnachtsschau“, die über 70.000 Besucher zählte.
Zwischenzeitlich ging 1931 sein Geschäft in Konkurs. Nachdem er einige Zeit als Handelsvertreter tätig gewesen war, eröffnete er 1934 ein neues Handarbeitsgeschäft am Markt in Schneeberg.
Seit 1939 gehörte er dem Anton-Günther-Ring an.

## Werke (Auswahl)
- Als Kriegsgefangener in Serbien, Schneeberg/Erzgeb., 1919.

## Ehrungen
- 1965: Ehrenbürger von Schneeberg, heute trägt die dortige Hutznstube des Erzgebirgszweigvereins Schneeberg-Neustädtel seinen Namen
- 1965: Ehrennadel Für ausgezeichnete heimatkundliche Leistungen in Gold[1]